# بارك كانغ جو
بارك كانغ جو (24 يناير 1980 بأماغاساكي في اليابان - ) هو لاعب كرة قدم كوري جنوبي في مركز الوسط، شارك في الألعاب الأولمبية الصيفية 2000. وشارك مع منتخب كوريا الجنوبية تحت 23 سنة لكرة القدم ومنتخب كوريا الجنوبية لكرة القدم. أما مع النوادي، فقد لعب مع فيسيل كوبه ونادي سونغنام ونادي كيوتو سانغا.

## مسيرته الكروية
لعب بارك كانغ جو خلال مسيرته الاحترافية مع 3 أندية في أربعة عشر موسمًا وسجل خلالها 30 هدف ضمن 296 مباراة. ولم يفز بأي موسم بالكأس وفاز في موسمين بالدوري.
خاض بارك كانغ جو مسيرته مع نادي كيوتو سانغا ما بين عامي 1999 و2000 لمدة موسم واحد، مشاركًا في مباراة ولم يسجل أي هدف. ثم انتقل إلى نادي سونغنام في موسم 2000 واستمر معه طيلة ثلاثة مواسم، حيث شارك في 44 مباراة ولم يسجل أي هدف أيضًا. لينتقل بعدها إلى نادي فيسيل كوبه في موسم 2003 ليلعب معه عشرة مواسم، مشاركًا في 251 مباراة سجل خلالها 30 هدف.

## وصلات خارجية
- بارك كانغ جو على موقع رابطة كرة القدم اليابانية للمحترفين (اليابانية)
- بارك كانغ جو على موقع دوري كوريا الجنوبية (الإنجليزية)
- بارك كانغ جو على موقع قاعدة بيانات كرة القدم.إي يو (الإنجليزية)
- بارك كانغ جو على موقع ناشيونال فوتبول تيمز (الإنجليزية)
- بارك كانغ جو على موقع Soccerway.com (الإنجليزية)
- بارك كانغ جو على موقع أوليمبيديا (الإنجليزية)